# 李説
李 説（り えつ、740年 - 800年）は、唐代の軍人・官僚。字は巌甫。

## 経歴
淮安王李神通の末裔にあたる。父の李遇は天宝年間に御史中丞となった。李説は蔭官により出仕し、地方の使府の補佐官を歴任した。馬燧が河陽三城使や河東節度使となると、李説はいずれもその下で従事をつとめた。御史郎官・御史中丞・太原少尹を歴任し、汾州刺史として出向した。貞元年間、河東節度使の李自良の上奏により太原少尹・検校太子左庶子となり、御史中丞を兼ねた。
貞元11年（795年）5月、李自良が病没すると、李説は監軍の王定遠と手を組んでその死を隠し、太原の軍中で人心を集めていた都虞候の張瑶を毛朝陽に交代させた。数日して喪を発すると、中使の第五国珍より早く長安に報告し、勅書を賜って河東行軍司馬・河東節度留後・北都副留守となることができた。
王定遠は専横のことが多くなり、李説との仲がしっくりいかなくなった。李説は王定遠の任命した虞候の田宏を彭令茵と代わらせた。王定遠は怒って彭令茵を殺害した。李説は事情を朝廷に奏上した。徳宗は王定遠に奉天扈従の功があることから、一死を赦して任を停止させた。王定遠は李説の奏聞に怒ってかれを謀殺しようとした。李説がその凶刃を逃れると、王定遠は事敗れて乾陽楼に昇り、墜落して負傷したが死ななかった。王定遠は崖州に流され、王定遠に同心した大将の高迪らは李説に斬られた。ほどなく李説は河東節度使・検校礼部尚書に任じられ、隴西県男に封じられた。
李説が太原で河東節度使をつとめること6年。はじめはまじめに勤めたが、後に病にかかり、言語や歩行が不自由になると、軍府の行政をみることができなくなった。軍の監察が主となり、孔目吏の宋季らにたぶらかされ、軍の行政の多くは堕落した。貞元16年（800年）10月、李説は死去した。享年は61。尚書左僕射の位を追贈された。

## 伝記資料
- 『旧唐書』巻146 列伝第96
- 『新唐書』巻78 列伝第3